# Matlahuacala, Chignahuapan
Matlahuacala är en ort i Mexiko.   Den ligger i kommunen Chignahuapan och delstaten Puebla, i den sydöstra delen av landet, 130 km öster om huvudstaden Mexico City. Matlahuacala ligger 2 389 meter över havet och antalet invånare är 116.
Terrängen runt Matlahuacala är kuperad. Runt Matlahuacala är det ganska tätbefolkat, med 54 invånare per kvadratkilometer. Närmaste större samhälle är Zacatlán, 10,4 km norr om Matlahuacala. I omgivningarna runt Matlahuacala växer i huvudsak blandskog.